# Elecciones estatales de Hesse de 1966

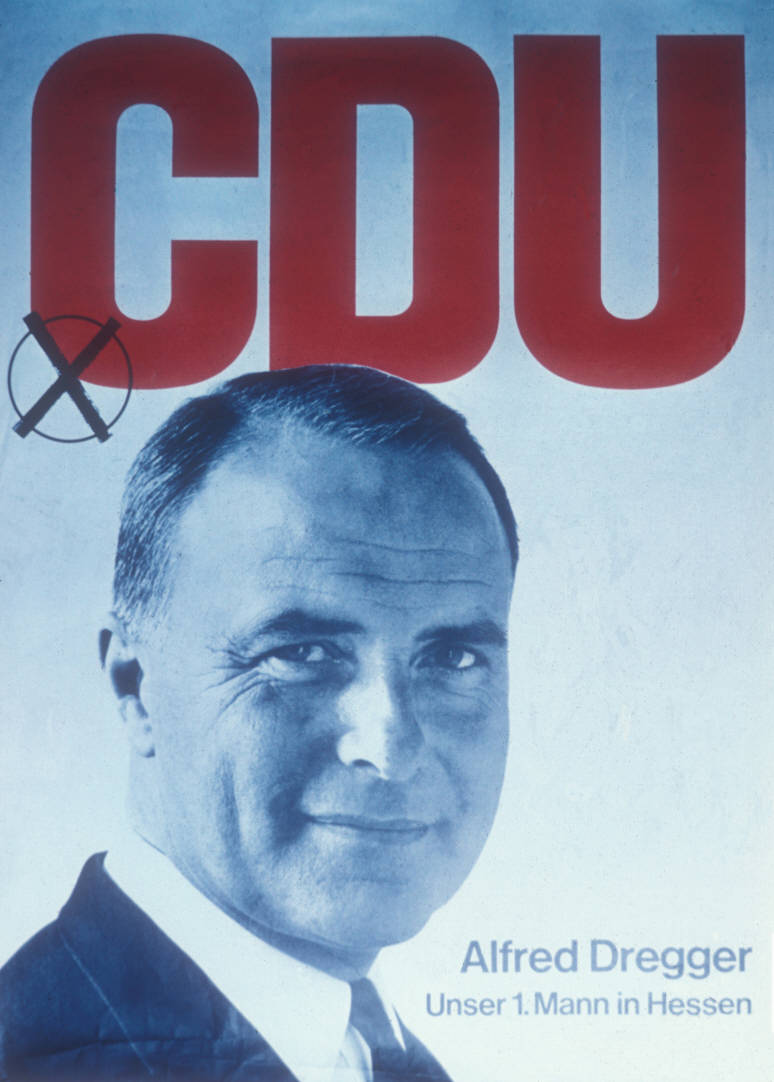
Cartel electoral de la CDU

La elección del sexto Parlamento de Hesse se celebró el 6 de noviembre de 1966. El SPD fue capaz de mantener su mayoría absoluta, pero su socio de coalición, el Gesamtdeutsche Partei, fracasó en el intento de mantener su representación parlamentaria debido a la cláusula restrictiva del 5%. Debido a su mayoría absoluta, el SPD comenzó a gobernar en solitario. Se le prestó atención a nivel nacional a esta elección por la primera entrada del NPD en un parlamento estatal alemán.

## Resultados
| Partido        | Partido        | Votos     | %     | Candidatos | Mandatos directos | Escaños |
| -------------- | -------------- | --------- | ----- | ---------- | ----------------- | ------- |
| Hab. inscritos | Hab. inscritos | 3.543.079 |       |            |                   |         |
| Votantes       | Votantes       | 2.868.446 | 80,96 |            |                   |         |
| Votos válidos  | Votos válidos  | 2.827.633 | 98,58 |            |                   |         |
|                | SPD            | 1.442.230 | 51,00 | 48         | 44                | 52      |
|                | CDU            | 745.409   | 26,36 | 48         | 4                 | 26      |
|                | FDP            | 293.994   | 10,40 | 48         |                   | 10      |
|                | NPD            | 224.674   | 7,95  | 48         |                   | 8       |
|                | GPD/BHE        | 121.326   | 4,29  | 48         |                   |         |
| Total          | Total          | 2.827.633 | 100   | 240        | 48                | 96      |

El NPD se benefició gracias a los aspectos políticos federales, con la gran coalición que gobernaba entonces. La CDU había girado hacia el centro político y el NPD fue capaz de ganar votantes descontentos provenientes del electorado derechista de la CDU. La campaña del NPD había sido intensivamente apoyada por las otras organizaciones estatales del partido, y este se había concentrado en las zonas rurales.
Las estadísticas electorales mostraron que los votantes del NPD Hesse eran predominantemente hombres de mediana edad en esta elección:
| Edad          | Hombres | Mujeres | Total |
| 21-29 años    | 8,2 %   | 4,7 %   | 6,5 % |
| 30-44 años    | 10,0 %  | 6,4 %   | 8,2 % |
| 45-59 años    | 12,6 %  | 7,7 %   | 9,8 % |
| 60 o más años | 8,6 %   | 4,7 %   | 6,5 % |
| Total         | 10,0 %  | 6,0 %   | 7,9 % |

El NPD Hesse registró nuevamente un pequeño éxito en las elecciones municipales de Hesse de 1968, pero en el año 1970 ya no pudo entrar en el Parlamento.